# サン写真新聞
サン写真新聞（サンしゃしんしんぶん）は、日本初のタブロイドサイズの夕刊専売新聞として1946年に創刊した新聞である。

## 概要
新聞の歴史では新興紙の一つにあたる。新聞統制により日刊紙が1県一紙となった。これは既存紙とされる（小野秀雄は既存紙と新興紙、地方紙に分けている）。太平洋戦争が日本の敗戦に終わり、新聞統制法規が撤廃されると、新聞の発刊、復刊計画が持ち上がる。新規に市場に参入する新興紙は新聞用紙の獲得をする必要があるが、当時は物資が不足していた。連合軍は割当委員会を政府に創設させたが、そこには言論の自由化が求められていた。新興紙が当該委員会に割当申請を出すと委員会はおよそ七割の申請を受理したが、既存紙の割当申請は増やすことが出来ずに据え置きとなった。
当時の新聞は太平洋戦争発生以後規制されていた夕刊が再開したものの、当時は政府当局の指導もあり製紙事情から既存新聞の増ページが認められなかったので、実質上既存新聞社は夕刊の発行ができなかった。そのため、既存新聞社はダミー子会社を設立して新興夕刊専売紙を発行したが、サン写真新聞も毎日新聞の系列夕刊紙として発行された。
タイトルが示すとおり、一般全国紙と違うのは写真記事を中心にした構成で、戦後復興を目指そうとする日本の表情を写し出す紙面づくりを目指した。1960年に廃刊されたが、その後創刊された夕刊フジや日刊ゲンダイなどの夕刊タブロイド専売紙に大きな影響力を持った。
創刊された1946年に、同紙主催の社会人野球大会「サン大会」が創設された。現在のJABA東京スポニチ大会である。
なお、当時の紙面を抜粋して掲載した雑誌「サン写真新聞 戦後にっぽん」が1988年～1989年に毎日新聞社から発行されている。